# Atentados na Catalunha em 2017
Os atentados da Catalunha aconteceram em 17 de agosto de 2017. O primeiro ataque ocorreu em Barcelona, quando um homem dirigindo uma van atropelou propositalmente vários pedestres em La Rambla, matando 13 pessoas e ferindo pelo menos outras 100. Dois suspeitos fugiram a pé logo em seguida.
Pelo menos quatro pessoas com ligações com o atentado foram presas; um outro homem teria sido morto pela polícia. O motorista autor do atentado teria sido Driss Oubakir, de origem marroquina. O grupo terrorista autoproclamado Estado Islâmico do Iraque e do Levante assumiu a autoria do atentado.
Na noite anterior também houve uma explosão na cidade catalã de Alcanar que destruiu uma casa e matou uma mulher. O chefe da Mossos d'Esquadra, Josep Luís Trapero, disse que o incidente estava relacionado ao atropelamento. Nove horas após o ataque, a polícia matou cinco pessoas em um tiroteio em Cambrils, que eram suspeitas de estarem planejando um ataque terrorista coordenado.

## Ataques

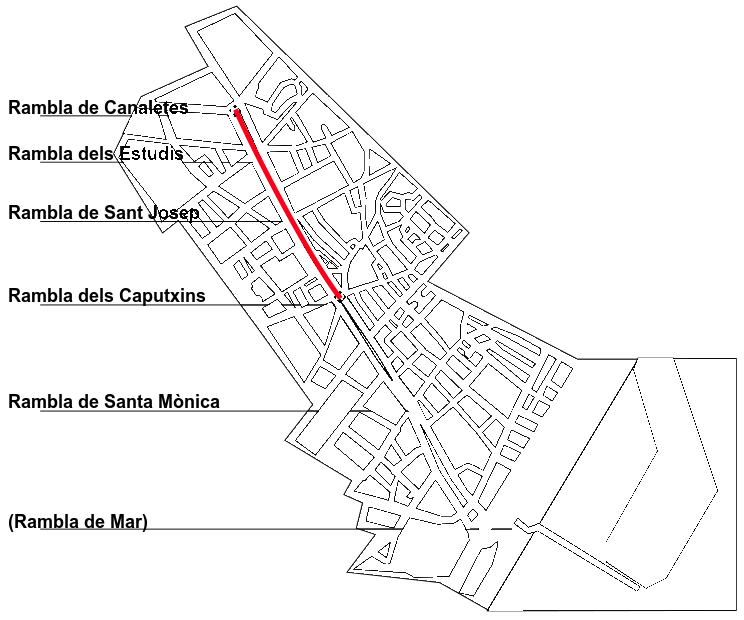
Percurso da van em La Rambla.

### Barcelona
Às 16h50 CEST (UTC+2), um furgão branco Fiat Talento foi conduzido pelo pavimento da La Rambla de Barcelona e atropelou pedestres por cerca de 550 metros entre a Praça da Catalunha e Liceu e parou em um mosaico de Joan Miró. O motorista fugiu.
Os primeiros relatórios reivindicaram duas mortes e dezenas de pessoas feridas. O veículo foi contratado na localização vizinha de Santa Perpètua de Mogoda, juntamente com uma van similar, considerada um veículo de fuga e encontrado às 19h00 em Vic.
Em uma coletiva de imprensa da polícia às 19h00, hora local, um porta-voz confirmou a natureza terrorista do evento, um morto e 32 feridos (10 em estado grave).
Cerca de 20h20 hora local, o governo catalão confirmou que 13 pessoas estavam mortas e pelo menos 50 ficaram feridas. Às 20h29, a polícia catalã disse que ninguém havia sido tomado como refém e que um suspeito estava sob custódia. O presidente da Catalunha, Carles Puigdemont, anunciou mais tarde outra prisão.
Após o ataque, o terrorista esfaqueou e matou um civil e roubou seu carro.

### Alcanar
Em 16 de agosto, no dia anterior ao ataque de Barcelona, uma explosão destruiu uma casa em Alcanar e matou uma mulher, feriu outras seis pessoas e causou danos substanciais às casas vizinhas. A polícia pensou inicialmente que era uma explosão de gás, mas agora acredita que o incidente está conectado ao ataque terrorista. Um homem marroquino foi ferido na explosão e levado ao hospital, onde será interrogado pela polícia. Vinte latas de butano e propano foram encontradas dentro da casa.

### Cambrils
No início de 18 de agosto, em Cambrils, a polícia matou cinco pessoas suspeitas de planejar um ataque terrorista, quatro na cena, que deixaram um Audi A3 depois de dirigirem para uma área de pedestres. Alguns usavam cintos explosivos falsos. Pelo menos seis civis, incluindo um turista cubano e um policial ficaram feridos.